# Oca cap-rogenca
L'oca cap-rogenca (Chloephaga rubidiceps) és una espècie d'ocell de la família dels anàtids (Anatidae) que habita praderies del sud de Xile i de l'Argentina, fins a la Terra del Foc. També a les illes Malvines. Notable pel seu cap de color rogenc que li dona el nom d'oca de cap rogenc amb el qual és conegut en diverses llengües ("Ruddy-headed Goose" en anglès, "Ouette à tête rousse" en francès).